# Long Island (Alaska)

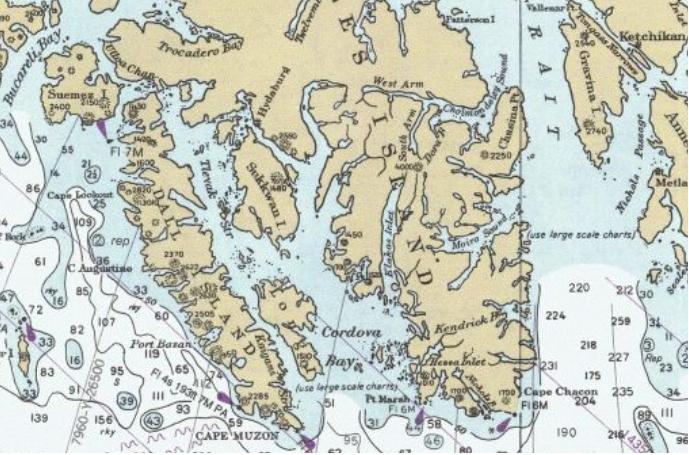
Long Island ligt ten westen van Cordova Bay.

Long Island is een eiland in de Alexanderarchipel in de Alaska Panhandle in het zuidoosten van Alaska in de Verenigde Staten.

## Geografie
Het eiland heeft een landoppervlak van 116,1 vierkante kilometer en was onbewoond bij de volkstelling van 2000. Het ligt aan de overkant van de Kaigani Strait ten opzichte van het zuidelijke deel van Dall Island en ten westen van het zuidelijke deel van Prins van Waleseiland. Direct ten noorden van het eiland ligt aan de overzijde van Tlevak Strait het Sukkwan Island. Long Island maakt deel uit van de westelijke grens van Cordova Bay dat ten oosten van het eiland ligt.

## Geschiedenis
Long Island was de locatie van het Kaigani Haida-dorp Howkan, ooit een van de grootste Haida-dorpen, dat oorspronkelijk een winterresidentie kan zijn geweest. In de 19e eeuw werd het afwisselend genoemd als een dorp met 300-500 inwoners. Het Haida-dorp Kweundlas (Koianglas) lag ook op Long Island. Daarnaast was er een oude Haida-site nabij Kaigani Point aan het zuidelijke uiteinde van het eiland.
Begin 19e eeuw bezochten maritieme pelsjagers de Kaigani Strait aan de westkant van Long Island, met name American Bay, Datzkoo Harbor en de Kaigani Harbors op Dall Island tegenover Long Island, gezamenlijk bekend als "Kaigani", die handel dreven met de Kaigani Haida van Long Island, Dall Island en de wijdere omgeving.
In de jaren 1980 was het de thuisbasis van een houthakkerskamp, inclusief een schoolhuis met drie lokalen.
Long Island verscheen één keer op de U.S. Census van 1990 als een census-aangewezen plaats. Het werd opgeheven met ingang van 2000 met de sluiting van het houthakkerskamp.